# Flamenco (película)
Flamenco es una película dirigida por Carlos Saura sobre el arte flamenco en 1995.

## Artistas
En la película participan artistas como Farruco, El Chocolate, Paco de Lucía, Joaquín Cortés y Antón Jiménez, La Paquera de Jerez, Fernando Terremoto, Enrique Morente, José Mercé, Manolo Sanlúcar, Manuel Moneo, Manuel Agujetas, José Menese, Tomatito, Moraito, Rafael Riqueni, Carmen Linares, etc .
Saura realizó en 2010 una segunda parte: Flamenco, Flamenco.